# الجنسية الكندية الفخرية
الجنسية الكندية الفخرية هو منح الجنسية الكندية من قِبل حاكم عام كندا لشخص أجنبي ما تقديراً له، ويكون ذلك بموافقة البرلمان الكندي. ومُتلقي الجنسية الفخرية، وبالتالي لا يحصل على أي حقوق أو امتيازات أو واجبات وضرائب يحصل عليها مواطن كندي عادي.
| # | الاسم          | الصورة | تاريخ منح الجنسية | معلومات                                                                            |
| - | -------------- | ------ | ----------------- | ---------------------------------------------------------------------------------- |
| 1 | راؤول ولنبرغ   |        | 1985 (بعد وفاته)  | دبلوماسي سويدي.                                                                    |
| 2 | نيلسون مانديلا |        | 2001              | ناشط ضد الأبارتايد ورئيس جنوب أفريقيا سابقاً، وحائز على جائزة نوبل للسلام سنة 1993. |
| 3 | تينزن غياتسو   |        | 2006              | الدلاي لاما الرابع عشر، وحائز على جائزة نوبل للسلام سنة 1989.                      |
| 4 | أون سان سو تشي |        | 2007              | زعيمة المعاضة البورمية وحائز على جائزة نوبل للسلام سنة 1991.                       |
| 5 | آغا خان الرابع |        | 2010              | الإمام الـ49 للإسماعيلية.                                                          |
| 6 | ملالا يوسف زي  |        | 2014              | مدافعة عن حقوق المرأة في التعليم وحائزة على جائزة نوبل للسلام سنة 2014.            |